# Scott Nunataks
Scott Nunataks är nunataker i Antarktis. De ligger i Västantarktis. Nya Zeeland gör anspråk på området.